# Откович-Лильо Зоряна Мирославівна
Зоря́на Миросла́вівна Отко́вич-Лильо́ (нар. 1 квітня 1968, с. Розвадів, Львівська область) — український мистецтвознавець, художник декоративно-ужиткового мистецтва, графік, педагог. Дочка Мирослава, сестра Тараса Отковичів. Лавреат Львівської обласної премії імені Бориса Возницького (2019). Член Національної спілки художників України (2021).

## Життєпис
Зоряна Откович-Лильо народилася 1 квітня 1968 року в селі Розвадові на Львівщині.
1987 року закінчила відділ художнього ткацтва Львівського училища декоративного і ужиткового мистецтва імені Івана Труша (педагоги з фаху Оксана Риботицька, Ірина Данилів-Флінта, Оксана Борисова, Тарас Драган, Юрій Лесюк), 1992-го — Національну академію образотворчого мистецтва та архітектури (педагоги з фаху Людмила Міляєва, Григорій Логвин, Юрій Белічко, Платон Білецький, Юрій Асєєв, Людмила Лисенко). Протягом 1987—2016 років працювала у Львівській філії Національного науково-дослідного реставраційного центру України реставратором, а, згодом, науковим співробітником; а від 2017 на посаді викладача відділів реставрації, малярства та фахових дисциплін Львівського коледжу декоративного і ужиткового мистецтва імені Івана Труша, де протягом 1992—2004 років була викладачем за сумісництвом.

## Доробок
У своїх працях висвітлює питання дослідження, збереження, реставрації та популяризації пам'яток культури та мистецтва, музеєзнавства; а також ряду культурологічних і мистецьких проєктів; публікацій та матеріалів, поміщених до виданих каталогів про художників.
2017 року заснувала мистецьку студію «Коло», для якої створила програму з історії мистецтва та образотворчого і декоративного мистецтва.
Творить у галузях станкового і декоративно-ужиткового живопису та графіки. Має досвід реставратора. З 1995 році почала брати участь в обласних, усеукраїнських та міжнародних виставках, мистецьких та культурологічних проєктах, також представляла свою творчість на персональних виставках. Також представила мистецькі проєкти «Роди України. Отковичі» (2017, Київ; 2018, Львів), «Отковичі. Колесо часу» (2019, Львів). Творчі роботи художниці зберігаються у приватних збірках України, Литви, Польщі, Швеції, Німеччини, США.
У своїх творчих роботах художниця поєднує графіку з різними матеріалами, створюючи власну авторську техніку та поєднує різні стилі — від натуралізму до декоративізму. Переважають мотиви дерев, кущів, квітів — те, що художниця бачить навколо себе, переосмислюючи по-своєму. Твори базуються на українських етномотивах в поєднанні з сучасними.
Серед основних робіт:
- гобелен «Богородиця з дитям» (1995);
- триптихи «Древа красенні» (2017) та «Благовіщення» (2018), «Щасливе літо» (2020), «Цвіте бузок за деревами», «Вітер у травах», «Осінь для тата» (усі — 2021), «Маяк» (2022), «Весняний ліс. Сходить сонце» (2024), «Цвіт папороті» (2025).

Серед основних праць:
- Структура іконостаса церкви Воздвиження Чесного Хреста Скиту Манявського // Іконостас церкви Воздвиження Чесного Хреста монастиря Скит Манявський: Альбом-каталог (2005);
- Український пейзажний живопис XIX — початку ХХ сторіччя: Альбом (2007);
- Мистецтвознавчий аналіз ікони «Богородиця Знамення» 18 ст. // «Богородиця Знамення». Серія «Публікація однієї пам'ятки»: Альбом (2014);
- Техніко-технологічне обстеження // Там само; Ікона Богородиця Одигітрія з Дорогобужу. 13 ст. 2-е вид. (2019).